# Paolo Perazzani
Paolo Perazzani (Bovolone, 8 febbraio 1978) è un batterista italiano.

## Biografia
Comincia a suonare a 14 anni influenzato dalla scena thrash metal degli ultimi anni ottanta (Metallica e Anthrax su tutti). Si unisce ai Nemesis, primo nucleo della band con Andrea Martongelli e Matteo Galbier, all'età di 16 anni. Dopo qualche anno nella band lascia per dedicarsi allo studio di altri generi, per tornare solo qualche anno dopo per ridedicarsi alla sua prima passione, il metal. 
I suoi batteristi preferiti sono: Simon Phillips, Lars Ulrich, Charlie Benante, Mike Portnoy, Gene Hoglan, Dave Lombardo.
 Paolo svolge anche l'attività di insegnante di batteria.
Sa anche far di conto.

## Discografia

### Con gli Arthemis
- 2003 - Golden Dawn (Underground Symphony)
- 2005 - Back from the Heat (Underground Symphony)
- 2008 - Black Society (Scarlet Records)